# 美姑河
美姑河是中国长江流域的一条河流，汇入金沙江左岸，属于金沙江水系。河长140千米，流域面积3160平方千米，年均流量79立方米每秒。自然落差2390米。水能理论蕴藏量85万千瓦。